# Lista de senadores do Brasil da 35.ª legislatura
Esta é a lista de senadores do Brasil da 35.ª legislatura do Congresso Nacional. Inclui-se o nome civil dos parlamentares, o partido ao qual eram filiados na data da posse, sua unidade federativa de origem, bem como outras informações. Esta legislatura do Senado Federal durou de 1 de fevereiro a 31 de dezembro de 1930.

## Senadores em exercício ao fim da legislatura
| Imagem              | Nome                                 | Início de mandato       | Fim de mandato         | Observações |
| Alagoas             | Alagoas                              | Alagoas                 | Alagoas                | Alagoas     |
| ------------------- | ------------------------------------ | ----------------------- | ---------------------- | ----------- |
|                     | Clementino do Monte                  | 1930                    | 1930                   | [ 2 ]       |
|                     | Costa Rego                           | 1930                    | 1930                   | [ 3 ]       |
|                     | Fernandes Lima                       |                         |                        | [ 4 ]       |
| Amazonas            |                                      |                         |                        |             |
|                     | Ifigênio Sales                       |                         |                        | [ 5 ]       |
|                     | Barbosa Lima                         |                         |                        | [ 6 ]       |
|                     | Aristides Rocha                      |                         |                        | [ 7 ]       |
| Bahia               |                                      |                         |                        |             |
|                     | Antônio Ferrão Muniz de Aragão       |                         |                        | [ 8 ]       |
|                     | João Mangabeira                      |                         |                        | [ 9 ]       |
|                     | Pedro Lago                           |                         |                        | [ 10 ]      |
| Ceará               |                                      |                         |                        |             |
|                     | Francisco Sá                         |                         |                        | [ 11 ]      |
|                     | Tomás de Paula Pessoa Rodrigues      |                         |                        | [ 12 ]      |
|                     | João Tomé de Saboia e Silva          |                         |                        | [ 13 ]      |
| Espírito Santo      |                                      |                         |                        |             |
|                     | Bernardino de Sousa Monteiro         |                         |                        | [ 14 ]      |
|                     | Florentino Avidos                    |                         |                        | [ 15 ]      |
|                     | Manuel Silvino Monjardim             |                         |                        | [ 16 ]      |
| Distrito Federal    |                                      |                         |                        |             |
|                     | Irineu Machado                       |                         |                        | [ 17 ]      |
|                     | Paulo de Frontin                     |                         |                        | [ 18 ]      |
|                     | Mendes Tavares                       |                         |                        | [ 19 ]      |
| Goiás               |                                      |                         |                        |             |
|                     | Antônio Ramos Caiado                 |                         |                        | [ 20 ]      |
|                     | Olegário Pinto                       |                         |                        | [ 21 ]      |
|                     | Miguel da Rocha Lima                 |                         |                        | [ 22 ]      |
| Maranhão            |                                      |                         |                        |             |
|                     | Antônio Brício de Araújo             |                         |                        | [ 23 ]      |
|                     | Manuel Bernardino da Costa Rodrigues |                         |                        | [ 24 ]      |
|                     | Godofredo Mendes Viana               |                         |                        | [ 25 ]      |
| Mato Grosso         |                                      |                         |                        |             |
|                     | Antônio Francisco Azeredo            |                         |                        | [ 26 ]      |
|                     | Francisco de Aquino Correia          | 1° de Fevereiro de 1924 | 31 de Dezembro de 1930 | [ 27 ]      |
|                     | Pedro Celestino Corrêa da Costa      |                         |                        | [ 28 ]      |
| Minas Gerais        |                                      |                         |                        |             |
|                     | Artur Bernardes                      |                         |                        | [ 29 ]      |
|                     | Júlio Bueno Brandão                  |                         |                        | [ 30 ]      |
|                     | Olegário Maciel                      |                         |                        | [ 31 ]      |
| Pará                |                                      |                         |                        |             |
|                     | Dionísio Bentes                      |                         |                        | [ 32 ]      |
|                     | Lauro Sodré                          |                         |                        | [ 33 ]      |
|                     | Eurico de Freitas Vale               |                         |                        | [ 34 ]      |
| Paraíba             |                                      |                         |                        |             |
|                     | José Gaudêncio Correia de Queirós    |                         |                        | [ 35 ]      |
|                     | Epitácio Pessoa                      |                         |                        | [ 36 ]      |
|                     | Venâncio Neiva                       |                         |                        | [ 37 ]      |
| Paraná              |                                      |                         |                        |             |
|                     | Carlos Cavalcanti de Albuquerque     |                         |                        | [ 38 ]      |
|                     | Marins Camargo                       |                         |                        | [ 39 ]      |
|                     | Caetano Munhoz da Rocha              |                         |                        | [ 40 ]      |
| Pernambuco          |                                      |                         |                        |             |
|                     | Correia de Brito                     |                         |                        | [ 41 ]      |
|                     | José Maria de Albuquerque Melo       |                         |                        | [ 42 ]      |
|                     | Lino Moreira                         |                         |                        | [ 43 ]      |
| Piauí               |                                      |                         |                        |             |
|                     | Antonino Freire da Silva             |                         |                        | [ 44 ]      |
|                     | Eurípedes Clementino de Aguiar       |                         |                        | [ 45 ]      |
|                     | Firmino Pires Ferreira               |                         |                        | [ 46 ]      |
| Rio de Janeiro      |                                      |                         |                        |             |
|                     | Feliciano Pires de Abreu Sodré       |                         |                        | [ 47 ]      |
|                     | Júlio Veríssimo                      |                         |                        | [ 48 ]      |
|                     | Miguel Joaquim Ribeiro de Carvalho   |                         |                        | [ 49 ]      |
| Rio Grande do Norte |                                      |                         |                        |             |
|                     | Joaquim Ferreira Chaves              |                         |                        | [ 50 ]      |
|                     | João Lyra Tavares                    |                         |                        | [ 51 ]      |
|                     | José Augusto Bezerra de Medeiros     |                         |                        | [ 52 ]      |
| Rio Grande do Sul   |                                      |                         |                        |             |
|                     | José Antônio Flores da Cunha         |                         |                        | [ 53 ]      |
|                     | Firmino Paim Filho                   |                         |                        | [ 54 ]      |
|                     | Vespúcio de Abreu                    |                         |                        | [ 55 ]      |
| Santa Catarina      |                                      |                         |                        |             |
|                     | Celso Bayma                          |                         |                        | [ 56 ]      |
|                     | Filipe Schmidt                       |                         |                        | [ 57 ]      |
|                     | José Monteiro de Castro              |                         |                        | [ 58 ]      |
| São Paulo           |                                      |                         |                        |             |
|                     | Arnolfo Rodrigues de Azevedo         |                         |                        | [ 59 ]      |
|                     | Lacerda Franco                       |                         |                        | [ 60 ]      |
|                     | Manuel Pedro Villaboim               |                         |                        | [ 61 ]      |
| Sergipe             |                                      |                         |                        |             |
|                     | Gilberto Amado                       |                         |                        | [ 62 ]      |
|                     | Augusto César Lopes Gonçalves        |                         |                        | [ 63 ]      |
|                     | José Joaquim Pereira Lobo            |                         |                        | [ 64 ]      |